# Celestial Mechanics and Dynamical Astronomy
Celestial Mechanics and Dynamic Astronomy («Небесна механіка та динамічна астрономія») — науковий журнал, присвячений, в першу чергу, гравітаційним задачам в астрономії та астрофізиці. Він був заснований як у червні 1969 року під назвою «Celestial Mechanics». Журнал видається Springer Science+Business Media.

## Тематика
Тематика журналу охоплює математичні, фізичні та обчислювальні аспекти динаміки планет, теорію збурень, резонанси, розрахунок ефемерид, задачі 3 тіл і n-тіл, планетни кільця, галактичну динаміку, системи відліку, теорію відносності, негравітаційні сили, комп'ютерні методи.

## Індексування
Журнал реферується та індексується багатьма базами:
- Science Citation Index Expanded
- Scopus
- Inspec
- Astrophysics Data System
- Zentralblatt MATH
- ProQuest[en]
- Academic OneFile[en]
- Current Contents[en]/Physical, Chemical and Earth Sciences
- Earthquake Engineering Abstracts[en]
- Engineered Materials Abstracts[en]
- GeoRef[en]
- INIS Atomindex[en]
- International Bibliography of Periodical Literature[en]
- Mathematical Reviews

Відповідно до Journal Citation Reports, імпакт-фактор журналу на 2020 рік становив 1,664.